# Бол
Бол (хорв. Bol) — посёлок и одноимённая община на острове Брач в Хорватии, административно относящаяся к Сплитско-Далматинской жупании. Один из популярнейших курортов Адриатики. Население — 1647 человек в самом посёлке и 1661 человек с учётом деревни Мурвица, которая вместе с Болом составляет общину.
Название Бол происходит от латинского слова «vallum», означающего крепостное укрепление или опорный пункт.

## История
История заселения острова Брач восходит к неолиту, когда он был заселён доиндоевропейскими племенами. Во II тысячелетии до н. э. на остров пришли скотоводческие иллирийские племена. В эпоху римского владычества на острове создавались виллы и фермерские хозяйства.
В конце VIII и начале IX века н. э. на остров пришли славянские племена с Неретвы, начавшие выживать иллирийских аборигенов. В это время остров находился под контролем франков. В XI веке его захватили венецианцы, а в середине века он оказался под властью хорватского короля Петара Крешимира IV. В начале следующего века остров — часть венгерско-хорватской державы Кальмана Книжника. В течение века он попал сперва под контроль Венеции, затем Византии, а потом снова венгерско-хорватского королевства. Король Андраш II даровал остров хорватскому роду Франкопанов.
С 1278 по 1358 год островом правили венецианцы, изгнавшие оттуда пиратов. Затем за полвека он побывал владением Боснии, Венгрии и Дубровника. С 1420 года венецианцы окончательно утвердились на острове до 1797 года. К периоду их владычества относится первое упоминание Бола как отдельного поселения; в этом качестве он упоминается в документе о даровании герцогом Брача Закарией полуострова Главица доминиканцам.
В 1797 году остров оккупировали австрийцы, а по Пресбургскому договору он перешёл в сферу влияния Франции. На острове начались экономические и социальные реформы, были учреждены школы. С 1806 по 1807 год Брач контролировала Российская империя, затем на него возвратились французы. 7 июля 1814 года он вновь перешёл под контроль австрийцев. В 1823 году на острове было введено новое территориальное деление, выделившее семь отдельных населённых пунктов, в том числе и Бол. Экономика Бола в это время основана на виноградарстве и рыбной ловле. В 1883 году у власти в городе оказались хорватские националистические круги. В 1918 году Брач стал частью Королевства сербов, хорватов и словенцев, а после распада СФРЮ — частью суверенной Хорватии.

## География
Бол располагается отдельно от других населённых пунктов на острове Брач, у подножия кряжа Болска круна на южном побережье острова. Частью кряжа является Видова гора (778 м над уровнем моря, высочайшая вершина хорватской Адриатики). К городу прилегает популярный галечный пляж на мысе Златни-Рат, известный тем, что меняет свою форму в зависимости от высоты приливов и направления ветра. В 14 километрах от Бола расположен аэропорт Бола. Со Сплитом Бол связан ежедневными морскими рейсами.
| Показатель                            | Янв. | Фев. | Март | Апр. | Май  | Июнь | Июль | Авг. | Сен. | Окт. | Нояб. | Дек. |
| ------------------------------------- | ---- | ---- | ---- | ---- | ---- | ---- | ---- | ---- | ---- | ---- | ----- | ---- |
| Средняя температура, °C               | 8,7  | 9,5  | 11,0 | 14,4 | 18,0 | 22,1 | 24,7 | 24,4 | 21,4 | 17,4 | 13,4  | 10,0 |
| Температура воды, °C                  |      |      |      |      | 18,0 | 22,1 | 24,7 | 24,4 | 21,4 |      |       |      |
| Источник: Brac — geography and climat |      |      |      |      |      |      |      |      |      |      |       |      |

## Туризм

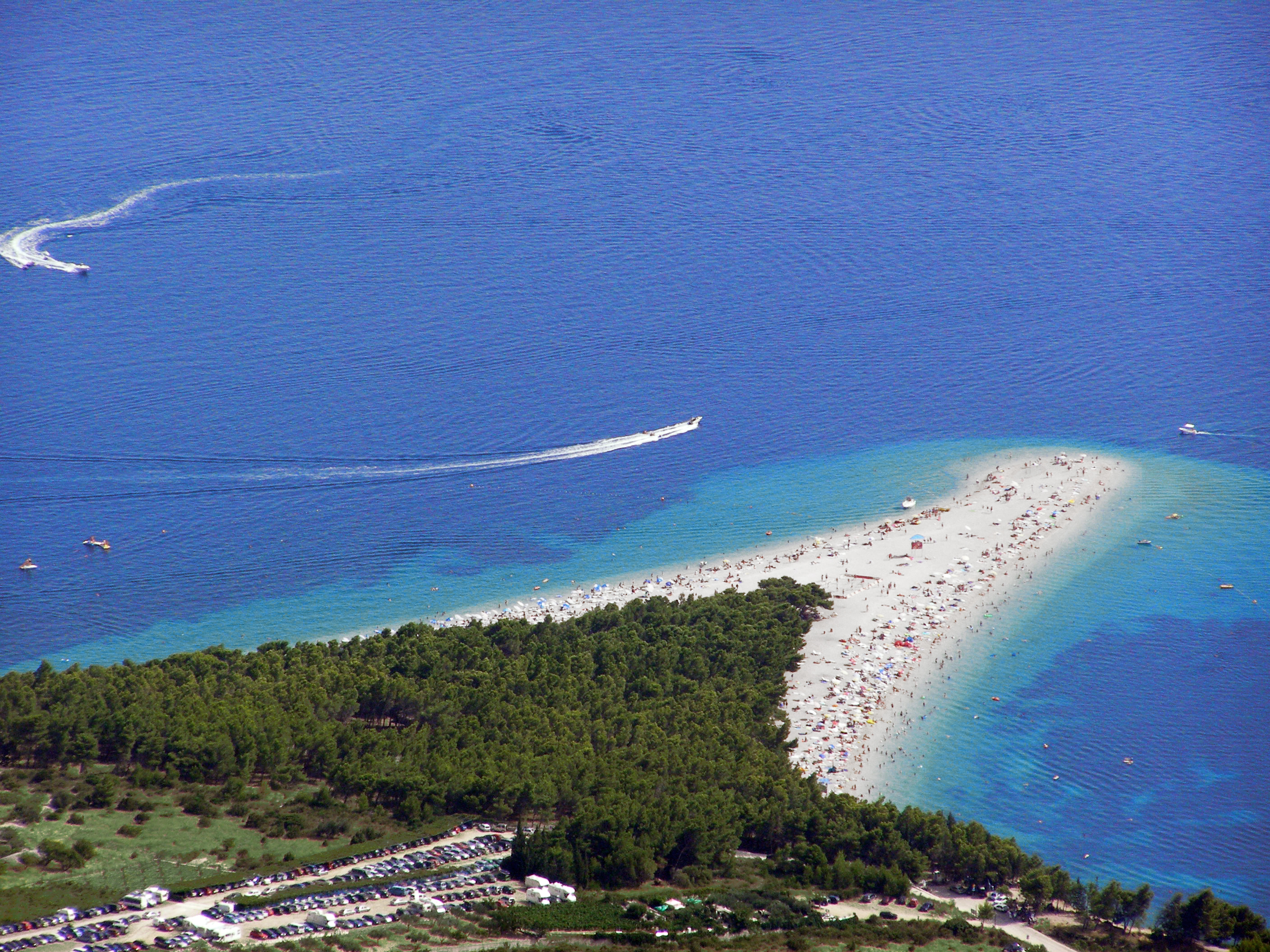
Пляж Златни-Рат

Туристическая индустрия в Боле сделала первые шаги в 1923 году, когда там был основан первый летний молодёжный лагерь. В 1928 году открылся первый хостел на четыре комнаты. К началу Второй мировой войны во всех хостелах и гостиницах Бола насчитывались 63 номера. В 1948 году гостиничный бизнес Бола собрала под своей крышей компания «Zlatni rât». В 1963 году открылся отель «Bijela kuca»; с 1971 по 1999 год открылись ещё четыре гостиничных комплекса. Бол постепенно превратился в один из ведущих туристических центров Далмации, завоевав несколько национальных и международных призов в области туризма. В 2009 году Бол был признан «чемпионом хорватского туризма». Газета «Daily Telegraph» в том же году назвала пляж Золотой мыс самым красивым в Европе.

### Достопримечательности
- Пляж на мысе Златни-Рат
- Видова гора
- Доминиканский монастырь
- Глаголический монастырь Блаца (на туристических сайтах часто ошибочно называемый «пустыней»)
- Пещерный глаголический монастырь Драконья пещера (хорв. Zmajeva spilja)